# برندا شولتز-مک‌کارتی
 برندا شولتز-مک‌کارتی (انگلیسی: Brenda Schultz-McCarthy؛ زاده ۲۸ دسامبر ۱۹۷۰) یک تنیس‌باز اهل هلند است.